# Naučena bespomoćnost
Naučena bespomoćnost izraz je u psihologiji životinja i ljudi. Izraz je skovao američki psiholog Martin Seligman a označava stanje ljudskog ili životinjskog bića u kojem je ono naučeno da se ponaša bespomoćno, pa čak i kada mu se ponovo pruži prilika da pomogne sebi ili izbjegne nepovoljnu ili štetnu okolnost kojoj je izloženo. 
Po teoriji naučene bespomoćnosti smatra se da klinička depresija i s njom povezana duševna oboljenja nastaju od subjektivnog osjećaja nedostatka nadzora pasivnim prihvaćanjem neugode, bez pokušaja bijega i kontroliranja situacije nad ishodom određene situacije.

## Vanjske poveznice
- centar-zdravlja  Arhivirana inačica izvorne stranice od 28. travnja 2012. (Wayback Machine)